# Anna Kozak
Pour les articles homonymes, voir Kozak.
Anna Kozak (née le 22 juin 1974) est une athlète biélorusse, spécialiste du 400 mètres.

## Biographie

### Dopage
À la suite du scandale de dopage concernant la Russie, 454 échantillons des Jeux olympiques de Pékin en 2008 ont été retestés en 2016 et 31 se sont avérés positifs dont Anastasiya Kapachinskaya et Tatyana Firova, médaillées d'argent du relais 4 x 400 m. Par conséquent, Kozak et ses coéquipières, 4e de la finale, pourraient se voir attribuer la médaille de bronze de ces Jeux si l'échantillon B (qui sera analysé en juin) se révèle également positif.

## Palmarès
| Date | Compétition                         | Lieu     | Résultat | Épreuve        | Performance   |
| ---- | ----------------------------------- | -------- | -------- | -------------- | ------------- |
| 2002 | Championnats d'Europe               | Munich   | 6e       | 4 × 400 m      | 3 min 32 s 46 |
| 2004 | Championnats du monde en salle      | Budapest | 2e       | 4 × 400 m      | 3 min 29 s 96 |
| 2005 | Championnats du monde               | Helsinki | DSQ      | 4 × 400 m      | —             |
| 2006 | Championnats du monde en salle      | Moscou   | 3e       | 4 × 400 m      | 3 min 28 s 65 |
| 2006 | Championnats d'Europe               | Göteborg | 2e       | 4 × 400 m      | 3 min 27 s 69 |
| 2008 | Coupe d'Europe des nations en salle | Moscou   | 2e       | 2 000 m relais | 4 min 48 s 25 |
| 2008 | Championnats du monde en salle      | Valence  | 2e       | 4 × 400 m      | 3 min 28 s 90 |
| 2008 | Coupe d'Europe                      | Annecy   | 3e       | 4 x 400 m      | 3 min 27 s 13 |
| 2008 | Jeux olympiques                     | Pékin    | —        | 4 × 400 m      | DSQ           |

### Records
| Épreuve    | Épreuve      | Performance | Lieu     | Date            |
| ---------- | ------------ | ----------- | -------- | --------------- |
| 400 mètres | En plein air | 51 s 36     | Minsk    | 25 juin 2005    |
| 400 mètres | En salle     | 52 s 96     | Moguilev | 26 janvier 2008 |